# Kinológia
A kinológia (vagy kynologia) szó a görög "küón" – kutya szóból ered.

## Kutyatan
A kinológusok azok a szakemberek, akik a kutyafélék fejlődéstörténetével, a kutyafajták kialakulásával foglalkoznak. Emellett értenek a kutya anatómiájához is, mely elengedhetetlen része egy kutyafajta standardjának. Egy standardban nem csak a kutya felépítése, hanem vérmérséklete, használhatósága is le van írva. A kinológia fontos eleme még a viselkedés (etológia), a kutyafajták örökletes képességei (például a pásztorkutyák terelőösztöne) és betegségei is. A kinológus ért a kutyatenyésztéshez, ami magába foglalja például több színváltozatú fajta keresztezésének lehetőségeit.